# Paços de Ferreira (freguesia)
Paços de Ferreira es una freguesia portuguesa del municipio de Paços de Ferreira, distrito de Oporto.

## Historia
El 28 de enero de 2013 la freguesia de Modelos fue suprimida al pasar a formar parte de esta freguesia en aplicación de una resolución de la Asamblea de la República de Portugal promulgada el 16 de enero de 2013.

## Demografía
| Gráfica de evolución demográfica de Mondongo entre 2011 y 2021 |
|                                                                |
| Datos según el nomenclátor publicado por el INE portugués.     |